# Odynerus goltzi
Odynerus goltzi är en stekelart som beskrevs av Dusmet 1917. Odynerus goltzi ingår i släktet lergetingar, och familjen Eumenidae. Inga underarter finns listade i Catalogue of Life.